# If Only You
„If Only You” – trzeci singel szwedzkiego wokalisty Danny’ego z jego debiutanckiej płyty Heart. Beats, nagrany w duecie ze szwedzką piosenkarką Therese. Autorami tekstu do utworu są Michel Zitron, Sophia Somajo i Vincent Pontare.

## Lista utworów
1. „If Only you (Radio Version)”
2. „If Only You (Extended Version)”
3. „If Only You (Original Version)”

## Notowania
| Lista                  | Pozycja |
| ---------------------- | ------- |
| Poplista RMF FM        | 1       |
| Liga Hitów Radio Zet   | 1       |
| Hop Bęc                | 1       |
| Radio Eska – Gorąca 20 | 1       |
| Nielsen Music Control  | 1       |